# Толкунов, Сергей Васильевич
Сергей Васильевич Толкунов — советский хозяйственный, государственный и политический деятель, генерал-лейтенант.

## Биография
Родился в 1916 году в селе Никологоры. Член КПСС.
С 1931 года — на хозяйственной, общественной и политической работе. В 1931—1933 гг. — учитель Лукновской начальной средней школы, слушатель Центральной школы профсоюзного движения, инструктор Ивановского обкома профсоюза рабочих свиноводческих совхозов, красноармеец, оперуполномоченный, начальник отделов МГБ и МВД Казахской ССР, советник аппарата старшего советника КГБ при органах МОБ КНР в г. Дальний, заместитель начальника, начальник УКГБ по Хабаровскому краю, начальник УКГБ по Ставропольскому краю, 1-й заместитель начальника 2-го Главного управления КГБ при СМ СССР, начальник Инспекции при председателе КГБ СССР.
Делегат XXIII съезда КПСС.
Умер в Москве в 1993 году.